# Jean-Louis Guignabodet
Jean-Louis Guignabodet (Chelles, 28 marzo 1956) è un pilota motociclistico francese ritiratosi dall'attività agonistica.

## Carriera

### Motomondiale
Guignabodet fa il suo esordio nelle gare del motomondiale nella stagione 1974, alternandosi tra la classe 125 e la 250. Curiosamente giunge settimo in entrambe le classi in occasione del GP di Spagna, proprio questi due sono i primi piazzamenti a punti della carriera di Guignabodet in gare iridate.
Nel 1975 continua a dividersi su due classi, anche se in questa annata corre la classe 250 e la 350. A partire dal 1976 e fino al 1979 passa a competere con una Morbidelli, dedicandosi principalmente alla classe 125, dove nel 1977 fa segnare il suo primo podio in una gara del motomondiale, in occasione del GP di Spagna che chiude al terzo posto, posizionamento che viene bissato da Guignabodet nella stessa stagione in occasione del GP di Finlandia ed in quello di Gran Bretagna. Proprio la stagione del 1977, chiusa al quarto posto in classifica piloti con 62 punti, resta la miglior stagione di Guignabodet nel motomondiale.
Sempre nel 1977 ottiene inoltre il titolo di campione francese sempre in 125 e con la Morbidelli come motocicletta.
Nel 1978 e nel 1979 peggiora la sua posizione in graduatoria mondiale, ma chiude al secondo posto il GP di Svezia del 1979, tale piazzamento è il migliore di Guignabodet in una singola gara del motomondiale. A partire dal 1980 si sposta nella 250, ottenendo però in questa classe solo un piazzamento da menzionare, il terzo posto ottenuto al GP di Finlandia del 1981. Guignabodet corse le sue ultime annate nel motomondiale con una motocicletta sviluppata dall'azienda di famiglia, la Motors Industries Guignabodet, senza ottenere però risultati di rilievo.

### Superbike e attività imprenditoriale
Conclusa la sua carriera nel motomondiale al termine della stagione 1987, nel 1988 si iscrive alla prima edizione della storia del campionato mondiale Superbike, nel quale riesce ad andare a punti in tre gare, realizzando due punti con una Honda RC30.
Lasciato l'agonismo come pilota professionista, Guignabodet si limita a curare gli interessi dell'azienda di famiglia, attraverso la quale fonda una squadra motociclistica, la MIG Guignabodet, con cui porta alla vittoria del campionato mondiale Endurance del 1995 la coppia di piloti formata da Stéphane Mertens e Jean-Michel Mattioli. Guignabodet abbandona definitivamente il mondo del motociclismo sportivo quando nel 2003 la sua azienda viene posta in liquidazione giudiziaria.

## Risultati in gara

### Motomondiale

#### Classe 50
| 1976 | Classe | Moto |  |    |  |  |    |  |  |  |    |    |  |  |  | Punti | Pos. |
| ---- | ------ | ---- |  | -- |  |  | -- |  |  |  | -- | -- |  |  |  | ----- | ---- |
| 1976 | 50     | ABF  |  | NE |  |  | NE |  |  |  | 13 | NE |  |  |  | 0     |      |

| 1977 | Classe | Moto           |    |    |   |     |   |    |   |    |   |   |    |    |    | Punti | Pos. |
| ---- | ------ | -------------- | -- | -- | - | --- | - | -- | - | -- | - | - | -- | -- | -- | ----- | ---- |
| 1977 | 50     | UFO-Morbidelli | NE | NE | - | Rit | 6 | NE | 5 | 16 | - | 8 | NE | NE | NE | 14    | 7º   |

| Legenda | 1º posto        | 2º posto            | 3º posto            | A punti      | Senza punti        | Grassetto – Pole position Corsivo – Giro più veloce |
| Legenda | Gara non valida | Non qual./Non part. | Ritirato/Non class. | Squalificato | '-' Dato non disp. | Grassetto – Pole position Corsivo – Giro più veloce |

#### Classe 125
| 1974 | Classe | Moto   |   |   |   |   |    |   |    |   |    |  |   |   |  | Punti | Pos. |
| ---- | ------ | ------ | - | - | - | - | -- | - | -- | - | -- |  | - | - |  | ----- | ---- |
| 1974 | 125    | Yamaha | - | - | - | - | NE | - | 15 | - | NE |  | - | 7 |  | 4     | 29º  |

| 1976 | Classe | Moto       |    |   |   |   |    |   |     |   |   |    |   |   |  | Punti   | Pos. |
| ---- | ------ | ---------- | -- | - | - | - | -- | - | --- | - | - | -- | - | - |  | ------- | ---- |
| 1976 | 125    | Morbidelli | NE | - | - | - | NE | 4 | Rit | 7 | 4 | NE | 6 | 5 |  | 27 (31) | 6º   |

| 1977 | Classe | Moto       |   |     |     |   |   |   |   |   |    |   |   |    |   | Punti | Pos. |
| ---- | ------ | ---------- | - | --- | --- | - | - | - | - | - | -- | - | - | -- | - | ----- | ---- |
| 1977 | 125    | Morbidelli | - | Rit | Rit | 8 | 3 | 5 | 4 | 5 | 10 | 4 | 3 | NE | 3 | 62    | 4º   |

| 1978 | Classe | Moto                |   |   |   |   |   |   |     |   |   |   |     |    |   | Punti | Pos. |
| ---- | ------ | ------------------- | - | - | - | - | - | - | --- | - | - | - | --- | -- | - | ----- | ---- |
| 1978 | 125    | Bender e Morbidelli | - | 6 | 9 | 5 | 8 | 5 | Rit | 6 | 4 | 9 | Rit | NE | 6 | 42    | 9º   |

| 1979 | Classe | Moto       |   |     |    |    |     |     |   |   |   |     |    |     |   | Punti | Pos. |
| ---- | ------ | ---------- | - | --- | -- | -- | --- | --- | - | - | - | --- | -- | --- | - | ----- | ---- |
| 1979 | 125    | Morbidelli | - | Rit | 14 | NQ | Rit | Rit | 7 | - | 2 | Rit | 15 | Rit | 7 | 20    | 16º  |

| 1980 | Classe | Moto       |  |  |    |  |  |  |  |  |  |  |  |  |  | Punti | Pos. |
| ---- | ------ | ---------- |  |  | -- |  |  |  |  |  |  |  |  |  |  | ----- | ---- |
| 1980 | 125    | Morbidelli |  |  | 11 |  |  |  |  |  |  |  |  |  |  | 0     |      |

| Legenda | 1º posto        | 2º posto            | 3º posto            | A punti      | Senza punti        | Grassetto – Pole position Corsivo – Giro più veloce |
| Legenda | Gara non valida | Non qual./Non part. | Ritirato/Non class. | Squalificato | '-' Dato non disp. | Grassetto – Pole position Corsivo – Giro più veloce |

#### Classe 250
| 1974 | Classe | Moto   |    |   |    |   |  |   |   |   |   |  |   |   |  |  |  | Punti | Pos. |
| ---- | ------ | ------ | -- | - | -- | - |  | - | - | - | - |  | - | - |  |  |  | ----- | ---- |
| 1974 | 250    | Yamaha | NE | - | NE | - |  | - | - | - | - |  | - | 7 |  |  |  | 4     | 31º  |

| 1975 | Classe | Moto   |    |   |    |   |     |  |   |   |   |   |   |   |  |  |  | Punti | Pos. |
| ---- | ------ | ------ | -- | - | -- | - | --- |  | - | - | - | - | - | - |  |  |  | ----- | ---- |
| 1975 | 250    | Yamaha | 14 | - | NE | - | Rit |  | 9 | - | - | - | - | - |  |  |  | 2     | 35º  |

| 1976 | Classe | Moto   |    |    |  |  |  |  |  |  |  |  |  |  |  |  |  | Punti | Pos. |
| ---- | ------ | ------ | -- | -- |  |  |  |  |  |  |  |  |  |  |  |  |  | ----- | ---- |
| 1976 | 250    | Yamaha | NQ | NE |  |  |  |  |  |  |  |  |  |  |  |  |  | 0     |      |

| 1980 | Classe | Moto     |    |   |    |    |     |   |   |    |    |    |  |  |  |  |  | Punti | Pos. |
| ---- | ------ | -------- | -- | - | -- | -- | --- | - | - | -- | -- | -- |  |  |  |  |  | ----- | ---- |
| 1980 | 250    | Kawasaki | 11 | 8 | 11 | 14 | Rit | 8 | 8 | 22 | 15 | NQ |  |  |  |  |  | 9     | 17º  |

| 1981 | Classe | Moto     |    |    |    |    |    |   |    |   |    |    |   |   |   |   |  | Punti | Pos. |
| ---- | ------ | -------- | -- | -- | -- | -- | -- | - | -- | - | -- | -- | - | - | - | - |  | ----- | ---- |
| 1981 | 250    | Kawasaki | 12 | NE | 13 | 10 | 14 | 5 | NE | 7 | 14 | 12 | 8 | 3 | 4 | 7 |  | 36    | 6º   |

| 1982 | Classe | Moto     |    |    |   |   |    |   |    |   |   |     |   |     |     |    |  | Punti | Pos. |
| ---- | ------ | -------- | -- | -- | - | - | -- | - | -- | - | - | --- | - | --- | --- | -- |  | ----- | ---- |
| 1982 | 250    | Kawasaki | NE | NE | 6 | 6 | 14 | 4 | 16 | 9 | 5 | Rit | 8 | Rit | Rit | 10 |  | 30    | 8º   |

| 1983 | Classe | Moto   |    |     |     |     |     |    |   |   |   |    |   |    |  |  |  | Punti | Pos. |
| ---- | ------ | ------ | -- | --- | --- | --- | --- | -- | - | - | - | -- | - | -- |  |  |  | ----- | ---- |
| 1983 | 250    | Yamaha | 13 | Rit | Rit | Rit | Rit | 13 | 7 | 4 | 9 | 21 | 7 | NE |  |  |  | 18    | 15º  |

| 1984 | Classe | Moto           |    |    |     |    |     |    |  |    |    |    |    |     |  |  |  | Punti | Pos. |
| ---- | ------ | -------------- | -- | -- | --- | -- | --- | -- |  | -- | -- | -- | -- | --- |  |  |  | ----- | ---- |
| 1984 | 250    | Yamaha e Honda | 17 | 11 | Rit | NQ | Rit | NQ |  | 21 | NQ | 24 | 23 | Rit |  |  |  | 0     |      |

| 1985 | Classe | Moto      |  |    |     |    |     |    |    |     |     |     |     |    |  |  |  | Punti | Pos. |
| ---- | ------ | --------- |  | -- | --- | -- | --- | -- | -- | --- | --- | --- | --- | -- |  |  |  | ----- | ---- |
| 1985 | 250    | MIG-Rotax |  | 16 | Rit | 20 | Rit | 10 | 16 | Rit | Rit | Rit | Rit | 21 |  |  |  | 1     | 28º  |

| 1986 | Classe | Moto      |    |    |    |     |    |    |     |     |    |    |     |    |  |  |  | Punti | Pos. |
| ---- | ------ | --------- | -- | -- | -- | --- | -- | -- | --- | --- | -- | -- | --- | -- |  |  |  | ----- | ---- |
| 1986 | 250    | MIG-Rotax | 17 | 26 | NQ | Rit | NP | NQ | Rit | Rit | 20 | 20 | Rit | NE |  |  |  | 0     |      |

| 1987 | Classe | Moto     |  |  |     |     |  |     |    |    |  |  |    |    |  |  |  | Punti | Pos. |
| ---- | ------ | -------- |  |  | --- | --- |  | --- | -- | -- |  |  | -- | -- |  |  |  | ----- | ---- |
| 1987 | 250    | MIG-Fior |  |  | Rit | Rit |  | Rit | NQ | NQ |  |  | NQ | NQ |  |  |  | 0     |      |

| Legenda | 1º posto        | 2º posto            | 3º posto            | A punti      | Senza punti        | Grassetto – Pole position Corsivo – Giro più veloce |
| Legenda | Gara non valida | Non qual./Non part. | Ritirato/Non class. | Squalificato | '-' Dato non disp. | Grassetto – Pole position Corsivo – Giro più veloce |

#### Classe 350
| 1975 | Classe | Moto   |   |   |   |    |   |  |     |    |    |   |   |   |  | Punti | Pos. |
| ---- | ------ | ------ | - | - | - | -- | - |  | --- | -- | -- | - | - | - |  | ----- | ---- |
| 1975 | 350    | Yamaha | 4 | - | - | 17 | - |  | Rit | NE | NE | - | - | - |  | 8     | 20º  |

| 1976 | Classe | Moto   |    |  |  |  |  |     |    |    |  |  |  |  |  | Punti | Pos. |
| ---- | ------ | ------ | -- |  |  |  |  | --- | -- | -- |  |  |  |  |  | ----- | ---- |
| 1976 | 350    | Yamaha | NQ |  |  |  |  | Rit | NE | NE |  |  |  |  |  | 0     |      |

| Legenda | 1º posto        | 2º posto            | 3º posto            | A punti      | Senza punti        | Grassetto – Pole position Corsivo – Giro più veloce |
| Legenda | Gara non valida | Non qual./Non part. | Ritirato/Non class. | Squalificato | '-' Dato non disp. | Grassetto – Pole position Corsivo – Giro più veloce |

### Mondiale Superbike
| 1988 | Moto  |  |  |    |    |    |     |    |    |  |  |    |    |    |    |  |  |  |  | Punti | Pos. |
| ---- | ----- |  |  | -- | -- | -- | --- | -- | -- |  |  | -- | -- | -- | -- |  |  |  |  | ----- | ---- |
| 1988 | Honda |  |  | 20 | 15 | 25 | Rit | 18 | 17 |  |  | 17 | AN | 14 | 15 |  |  |  |  | 2     | 60º  |

| Legenda | 1º posto        | 2º posto            | 3º posto           | A punti      | Senza punti        | Grassetto – Pole position Corsivo – Giro più veloce |
| Legenda | Gara non valida | Non qual./Non part. | Ritirato/Non class | Squalificato | '-' Dato non disp. | Grassetto – Pole position Corsivo – Giro più veloce |